# Johan A. Wattberg
Johan A. Wattberg, folkbokförd Mats Johan Andersson Wattberg, född 18 november 1978 i Sollentuna, är en svensk konstnär.
Johan A. Wattberg, som är en autodidakt konstnär, var en del av den svenska graffitikulturen i början på 1990-talet. Han är målare, grafisk formgivare och skulptör och har sedan 1990-talet utvecklat en egen unik stil präglad av hans syn på omvärlden med inslag av politik och satir.
Han har bland annat målat porträtt och ställt ut av hockeylegendaren Börje Salming i Toronto och skådespelerskan Regina Lund i Stockholm.
Han är bosatt i Åkersberga.

## Utställningar
- 1992 – Galleri Länsmansgården
- 1997 – Galleri studio 5
- 1999 – Galleri studio 5
- 2002 – Kulturhuset "känslan av att måla"
- 2002 – Galleri Gummesons
- 2003 – Galleri Gummesons
- 2004 – Galleri Gummesons
- 2005 – Galleri Gummesons
- 2006 – Stockholm Art Fair - Annelie Johnson AB
- 2006 – Galleri da Matteo
- 2007 – Stockholm Art Fair
- 2007 – Münchenbryggeriet - Stockholm
- 2007 – Hockey Hall Of Fame - Toronto
- 2007 – Galleri SoStockholm - Stockholm
- 2008 – Valleycats - Åre, Sweden
- 2008 – Nordic ArtFair - Gothenburg
- 2009 – Galleri SoStockholm - Stockholm
- 2010 – Malmen - Stockholm
- 2011 – Galleri Skåda - Luleå
- 2011 – The Scarlett Gallery
- 2012 – Galleri Eklund Summer Exhibition
- 2012 – Galleri Roddarhuset
- 2012 – Affordable Art Fair Stockholm - Galleri Eklund